# Jonas Jacob van der Velde
Jonas Jacob van der Velde (Amsterdam, 27 december 1887 - aldaar, 26 april 1980) was een politicus van de SDAP en later van de PvdA.
Hij was zoon van Flora Italiaander en docent Hebreeuwse taal en latterkunde en rabbijn Benjamin van der Velde. getrouwd met Frouke Frank (1885-1911), hij hertrouwde na haar overlijden in 1918 met Rosalie Lea van der Velde (1895-1969) overleed. Dochter Betty Sanders-Van der Velde (1919-2011) trad in de voetsporen van haar vader, was tussen 1962 en 1966 gemeenteraadslid te Eindhoven, voorzitter van de Rooie Vrouwen en accountant.

## De politicus
Hij werd in 1907 lid van de SDAP, waarvoor/waarbij hij in diverse commissies plaatsnam. Zijn politieke loopbaan groeide in 1935 verder, toen hij raadslid voor de SDAP werd, gelijk met Alida de Jong. Er volgde voor de Joden toen een donkere periode tijdens Tweede Wereldoorlog. Ze mochten van de Duitse bezetter vanaf 1940 geen publieke functies meer verrichten en daarna moesten ze vrezen voor hun leven. Zeker toen Van der Velde meewerkte aan allerlei illegale bladen. De Jong zou die periode niet overleven. Van der Velde overleefde de oorlog wel en nam in 1945 zitting in de noodgemeenteraad. In 1946 was hij aanvoerder van de PvdA-fractie in de gemeenteraad. In 1948 volgde een benoeming tot wethouder; een eerdere benoeming had hij afgehouden. Hij was er verantwoordelijk voor de Dienst der Publieke Werken en Herhuisvesting, samengebracht onder Stadsontwikkeling. Van der Velde was verantwoordelijk voor een versnelde uitvoering (oorspronkelijk plan was een tijd van zestig jaar) van het Algemeen Uitbreidingsplan van Cor van Eesteren, onder zijn leiding werd het 50.000 woningenplan vastgesteld. In zijn jaren stelde hij in 1953 ook Monumentenzorg in. Hij publiceerde er zelf in 1968 de folder/het boek Stadsontwikkeling van Amsterdam 1939-1967 (Scheltema & Holkema's Boekhandel) over. Verder zorgde hij voor een doorstart van het bebouwen van de Watergraafsmeer.
Hij had ook een belangrijke vinger in de pap bij het vaststellen van het tracé van de IJ-tunnel (IJ-tunnel plan 5) en de plaats van het Stadhuis van Amsterdam. Het voorstel om te bouwen ten zuiden van het Frederiksplein werd vervangen door haar definitieve plaats aan de Amstel.

## Ander leven
Het zag er niet naar uit dat hij politicus zou worden, Vader had het idee dat zoon ook maar rabbijn moest worden. Dat bleek hem na drie jaar seminarie niet te liggen. Hij ging aan de slag als boekhouder-correspondent en later procuratiehouder. Hij behaalde in die tijd zijn praktijkdiploma boekhouden en werd daarmee adjunct-directeur van een machinefabriek, ook dat bleek geen goed idee; de zaken gingen slecht. Nadat hij een andere functie ging vervullen liep het beter. In de Eerste Wereldoorlog was hij betrokken bij de Centrale Commissie uit de arbeidersbeweging (CAL) met de daaraan gekoppelde levensmiddelenactie. Van der Velde was sinds 1920 (register)accountant die onder andere gedelegeerd bestuurder was bij De Dageraad. Een juridische studie (afgelegd in drie jaar) aan de faculteit rondde hij in 1930 af en was sindsdien ook advocaat (later advocaat-procureur). Hij richtte ba de bevrijding mede de Amsterdamse tak van het Nederlands Verbond van Vakverenigingen weer op. Na zijn wethouderschap was hij lid van de Raad voor de Stedebouw.
Hij overleed in het Henriëtte Roland Holsthuis aan Kortvoort; een crematie volgde op Westgaarde.

## Eerbetoon

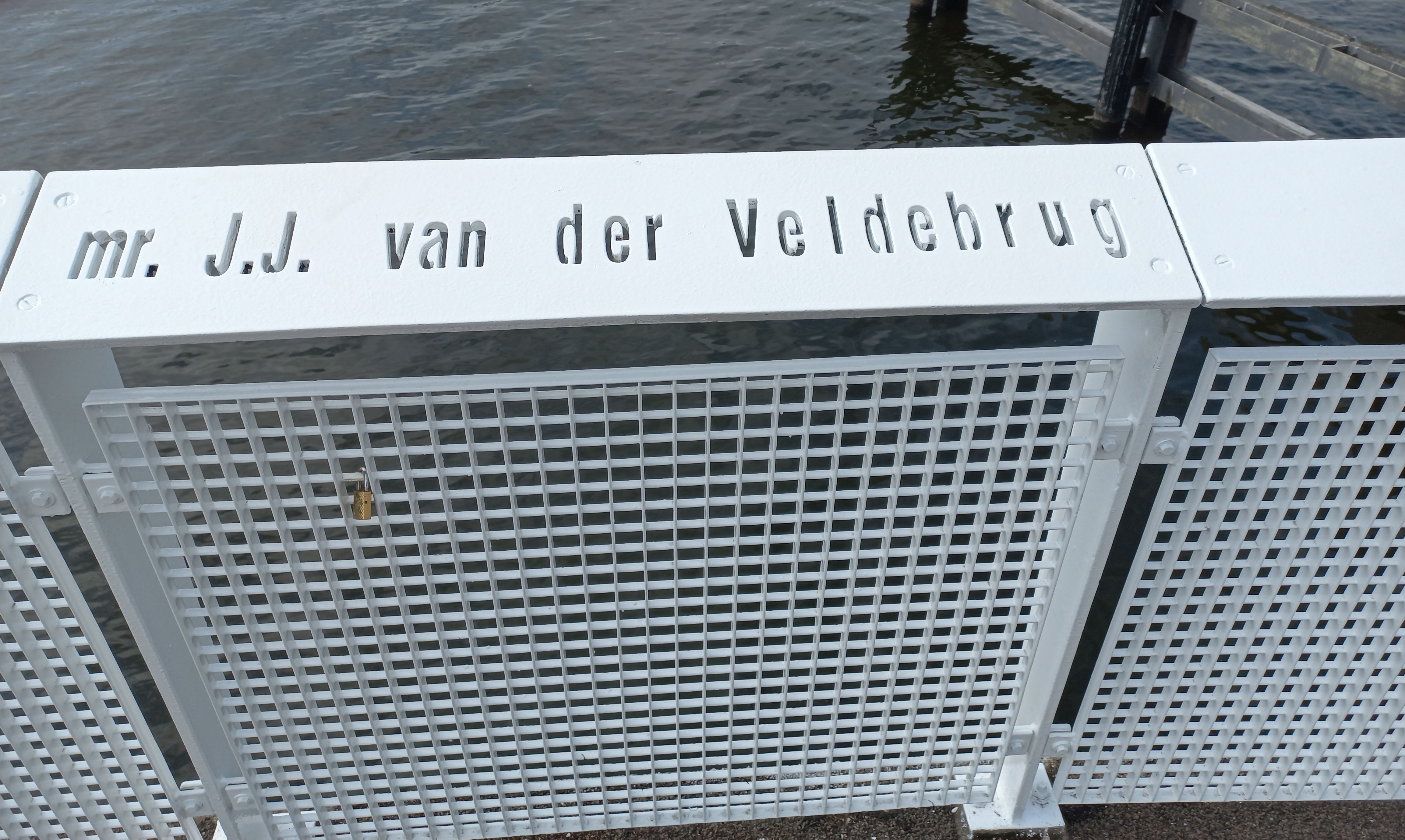
Naamplaat van brug (augustus 2023)

Amsterdam eerde hem met de tenaamstelling van de brug 1939, de Mr. J.J. van der Veldebrug; deze heeft een landingspunt op de IJ-tunnelpier, aangelegd op de plek waar de IJ-tunnel onder het Oosterdok voert. Hij was al eerder benoemd tot officier in de Orde van Oranje-Nassau